# La Vertiente Airport
La Vertiente Airport är en flygplats i Bolivia.   Den ligger i departementet Tarija, i den södra delen av landet, 300 km sydost om huvudstaden Sucre. La Vertiente Airport ligger 375 meter över havet.
Terrängen runt La Vertiente Airport är platt, och sluttar söderut. Närmaste större samhälle är Villamontes, 18,2 km väster om La Vertiente Airport.
I omgivningarna runt La Vertiente Airport växer i huvudsak lövfällande lövskog. Runt La Vertiente Airport är det mycket glesbefolkat, med 7 invånare per kvadratkilometer.